# Remington XP-100
La Remington XP-100 (acrónimo de eXperimental Pistol number 100, pistola experimental número 100 en inglés) es una pistola de cerrojo producida por Remington Arms de 1963 a 1998. La XP-100 fue una de las primeras pistolas diseñadas para disparos de largo alcance e introdujo el cartucho .221 Remington Fireball (frecuentemente llamado .221 Fireball), que todavía es el cartucho de pistola más veloz producido por una gran empresa de municiones. La XP-100 fue conocida por su precisión y hoy en día aún tiene un buen desempeño en la cacería de alimañas con pistola, deporte que ayudó a crear.

## Descripción
La XP-100 estaba basada en el cerrojo de recorrido corto de la carabina Remington Modelo 40X, que más tarde influenció el diseño del fusil Remington Modelo 600. La XP-100 fue inicialmente introducida al mercado con un cañón de 10¾" montado en un armazón de nylon con una inusual cacha montada en el centro. Los primeros prototipos empleaban el cartucho .222 Remington, por lo cual producían mucho ruido y un gran fogonazo a causa de su corto cañón. Por lo tanto se acortó el casquillo del cartucho para reducir su capacidad de pólvora a un volumen más adecuado para el cañón corto de una pistola. El cartucho resultante, el .221 Fireball, obtuvo velocidades de más de 825 m/s desde el cañón corto y su precisión rivalizaba con la del original .222 Remington, uno de los más precisos cartuchos fabricados.
Todas las XP-100 son monotiro, excepto el modelo XP-100R que tiene un pequeño depósito interno fijo (con capacidad para cuatro balas), similar al de la mayoría de fusiles de cerrojo. El modelo R - de "repetición" - fue fabricado entre 1991-1994 para los cartuchos .223 Remington, .250 Savage, 7mm-08 Remington, .308 Winchester, .35 Remington y .350 Remington Magnum. Fue reintroducido en 1998, esta vez sin miras mecánicas, para los cartuchos .223 Remington, .22-250 Remington, .260 Remington y .35 Remington.

## Historia del modelo
La XP-100 pasó por una serie de cambios durante su producción, y muchas variaciones estuvieron sólo disponibles a través de la Custom Shop de Remington. Los cambios más significativos en las versiones posteriores fueron la longitud del cañón, la cual pasó a ser de 14½", y la ubicación de la cacha, que fue trasladada a la parte trasera del armazón. Los calibres cambiaron; con la eliminación del cañón original de 10¾", la reducida capacidad de pólvora ya no era un requisito y empezaron a fabricarse para emplear cartuchos de fusil estándar. Para cuando cesó la producción de la XP-100, esta encaraba una fuerte competencia por parte de otras pistola de cerrojo tales como la Savage Striker e incluso la versátil Contender de cañón basculante de Thompson Center Arms.

### Producción de modelos por año
- XP-100 (1963–1985)
- XP-100 Varmint Special (1986–1992)
- XP-100 Silhouette (1980–1994)
- XP-100 Hunter (1993–1994)
- XP-100 Custom (1986–1994)[3]
- XP-100R (1998)[4]
- XR-100 (2005–al presente)[5]

### Calibres producidos por año
- .221 Remington Fireball (1963–1985)
- 7 mm BR Remington (1980–1985)
- .223 Remington (1986–1994), (2005–al presente en la XR-100)
- .35 Remington (1986–1994)
- .250 Savage (1990–1991) Sólo a través de la Custom Shop de Remington
- 6 mm BR Remington (1990–1991) Sólo a través de la Custom Shop de Remington
- .22-250 Remington (1992–1994) Sólo a través de la Custom Shop de Remington, (2005–al presente en el XR-100)
- .308 Winchester (1992–1994) Sólo a través de la Custom Shop de Remington
- 7 mm-08 Remington (1993–1994)
- .204 Ruger (2005–al presente en el XR-100)[3][4][5]

### Producción actual
El cerrojo de la XP-100 fue empleado como base para un nuevo fusil monotiro de Remington llamado XR-100 Rangemaster.
Aunque la XP-100 desapareció de la línea de productos de Remington (que es principalmente un fabricante de fusiles y escopetas), el cartucho .221 Fireball continúa siendo producido. El fusil Remington 700 ha estado disponible desde 2002 para el .221 Fireball; a pesar de que carece de la velocidad obtenible con el mucho más popular .223 Remington, el corto .221 Fireball logra desempeñarse con mucho menos ruido y fogonazo.

## Recuento de fábrica
Las pistolas XP-100 y los fusiles Remington Modelo 600 fueron recolectados en 1979 debido a un problema de seguridad. El cerrojo se trababa cuando el seguro estaba puesto, haciendo imposible descargar el arma sin sacar antes el seguro. La Remington hizo disponible una modificación gratuita que permitía al tirador abrir el cerrojo mientras el seguro estaba puesto, para poder descargar el arma.